# Regatta de Blanc
Regatta de Blanc — другий студійний альбом рок-гурту The Police.

## Про альбом
Альбом записувався легко та швидко, всього за кілька тижнів, правда розділених між собою місяцями. Як описує Стюарт Коупленд: «Ми просто увійшли в студію та запитали: „Гаразд, ну у кого є перша пісня?“. Ми навіть нічого не репетирували до студії».
«Message in a Bottle» — пісня Стінга про відчуженість людей. «Reggatta de Blanc» — інструментальна композиція, один з небагатьох плодів спільної творчості всіх членів гурту, що завоювала премію Греммі в номінації «найкраще інструментальне рок-виконання» 1980 року. «It's Alright For You» — припанкована пісня з сильною гітарою та барабанами. Три пісні — «Bring on the Night», «Deathwish» та «Walking on the Moon» несуть на собі сильний вплив регей. «On Any Other Day» — рідкісна для гурту пісня, де головний вокал співає Стюарт Коупленд. Це гумористична річ про «кризу середнього віку».
Reggatta de Blanc мав успіх на хвилі попередніх досягнень альбому Outlandos D'Amour (1978) і досяг 1-го місця в хіт-параді Великої Британії та Австралії. «Message in a Bottle» і «Walking on the Moon» вийшли на синглах та обидві стали хітами № 1 у Великій Британії.

## Список композицій
Всі пісні написані Стінгом, окрім зазначених.
| Перша сторона | Перша сторона          | Перша сторона                        | Перша сторона |
| #             | Назва                  | Автор                                | Тривалість    |
| ------------- | ---------------------- | ------------------------------------ | ------------- |
| 1.            | «Message in a Bottle»  |                                      | 4:51          |
| 2.            | «Reggatta de Blanc»    | Енді Саммерс, Стінг, Стюарт Коупленд | 3:06          |
| 3.            | «It's Alright for You» | Стінг, Коупленд                      | 3:13          |
| 4.            | «Bring on the Night»   |                                      | 4:15          |
| 5.            | «Deathwish»            | Саммерс, Стінг, Коупленд             | 4:13          |

| Друга сторона | Друга сторона                   | Друга сторона | Друга сторона |
| #             | Назва                           | Автор         | Тривалість    |
| ------------- | ------------------------------- | ------------- | ------------- |
| 1.            | «Walking on the Moon»           |               | 5:02          |
| 2.            | «On Any Other Day»              | Коупленд      | 2:57          |
| 3.            | «The Bed's Too Big Without You» |               | 4:26          |
| 4.            | «Contact»                       | Коупленд      | 2:38          |
| 5.            | «Does Everyone Stare»           | Коупленд      | 3:52          |
| 6.            | «No Time This Time»             |               | 3:17          |

## Учасники запису
- Стінг — бас-гітара, контрабас, вокал
- Енді Саммерс — гітара, фортепіано
- Стюарт Коупленд — ударні, гітара, вокал